# Maratona aquática no Campeonato Europeu de Esportes Aquáticos de 2022 - 10 km feminino
Os 10 km da maratona aquática feminina da maratona aquática no Campeonato Europeu de Esportes Aquáticos de 2022 ocorreu no dia 21 de agosto, em Óstia na Itália.

## Calendário
| Fase  | Data         | Hora  |
| ----- | ------------ | ----- |
| Final | 21 de agosto | 10:00 |

Todos os horários estão no horário local (UTC+1)

## Medalhistas
| Ouro              | Prata                   | Bronze               |
| Leonie Beck (GER) | Ginevra Taddeucci (ITA) | Angélica André (POR) |

## Resultados
Esses foram os resultados da competição.
| Pos.              | Nadadora              | Nacionalidade | Tempo     |
| ----------------- | --------------------- | ------------- | --------- |
| Medalha de ouro   | Leonie Beck           | Alemanha      | 2:01:13.4 |
| Medalha de prata  | Ginevra Taddeucci     | Itália        | 2:01:15.2 |
| Medalha de bronze | Angélica André        | Portugal      | 2:01:16.4 |
| 4                 | Sharon van Rouwendaal | Países Baixos | 2:01:16.6 |
| 5                 | Rachele Bruni         | Itália        | 2:01:31.5 |
| 6                 | Anna Olasz            | Hungria       | 2:01:33.4 |
| 7                 | Giulia Gabbrielleschi | Itália        | 2:02:09.3 |
| 8                 | Madelon Catteau       | França        | 2:02:17.7 |
| 9                 | Aurélie Muller        | França        | 2:02:21.6 |
| 10                | Réka Rohács           | Hungria       | 2:03:22.3 |
| 11                | María de Valdés       | Espanha       | 2:03:25.9 |
| 12                | Alena Benešová        | Chéquia       | 2:03:28.8 |
| 13                | Lea Boy               | Alemanha      | 2:04:44.3 |
| 14                | Špela Perše           | Eslovênia     | 2:06:10.8 |
| 15                | Vivien Balogh         | Hungria       | 2:07:11.2 |
| 16                | Ángela Martínez       | Espanha       | 2:07:13.4 |
| 17                | Eva Fabian            | Israel        | 2:07:23.8 |
| 18                | Mafalda Rosa          | Portugal      | 2:07:36.3 |
| 19                | Ella Dyson            | Reino Unido   | 2:07:53.1 |
| 20                | Arianna Valloni       | San Marino    | 2:13:27.5 |
| 21                | Fleur Lewis           | Reino Unido   | 2:13:30.1 |
| 22                | Nefeli Giannopoulou   | Grécia        | DNF       |
| 22                | Jeannette Spiwoks     | Alemanha      | DNF       |
| 24                | Klaudia Tarasiewicz   | Polónia       | DNS       |